# IGRETEC
Igretec ou Intercommunale pour la gestion et la réalisation d’études techniques et économiques est une intercommunale belge née de la fusion en 1985 de l'IEGSP (bureau d'études) et de l'ADEC (Intercommunale de développement économique). Son siège social, SOLEO, est situé à Charleroi.

## Histoire
Igretec est une intercommunale. Cette structure correspond, comme son nom l’évoque, à l’association de villes et communes de Belgique pour la défense et le développement d’un intérêt ou d’un objectif commun qu’elles poursuivent.
En 1946, 70 communes s’associent autour d’un outil technique dont l’unité d’action garantira leur développement : l’Union intercommunale pour l’étude et la gestion des services publics à caractère industriel et commercial - IEGSP.

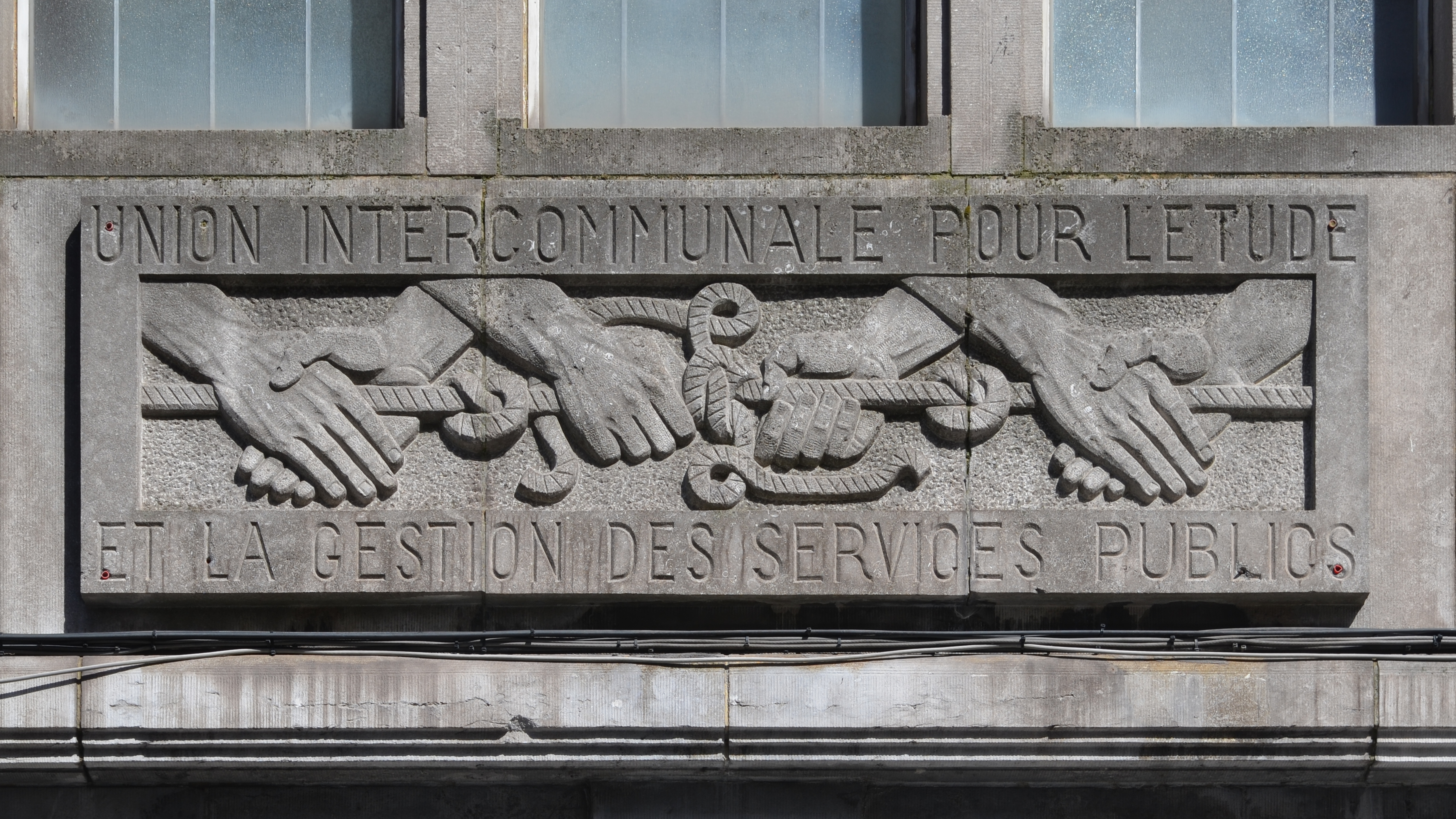
Charleroi - Rue d'Orléans - ancienne Union intercommunale pour l'étude et la gestion des services publics

Parallèlement, créée en 1964, l’Association intercommunale pour l’aménagement du territoire et le développement économique et social des régions de l’est et du sud du Hainaut - ADEC - s’attaque à la création d’importantes zones industrielles dans la région de Charleroi.
En 1985, de la fusion des deux intercommunales, naît officiellement Igretec, Intercommunale pour la gestion et la réalisation d’études techniques et économiques.
En 2004, Intersud cesse une partie de ses activités, qui sont alors reprises par Igretec qui intègre par ailleurs 28 agents d'Intersud.
En 2016, l'intercommunale fête ses 70 ans et produit pour l'occasion un film intitulé : "IGRETEC en 70 ans : une histoire, une région".
En 2017, la société inaugure son nouveau bâtiment "Soleo" entièrement conçu par ses équipes techniques et primé aux Publica Awards 2016 dans la catégorie construction publique techniquement la plus innovante.
En 2018, via son projet d'éco-pâturage, IGRETEC reçoit un prix pour sa gestion durable de l'eau aux Environnement & Energy Awards.

## Missions
Igretec constitue une structure intégrée :
- Bureau d'études[14],
- Gestionnaire d’une intercommunale pure de financement,
- Organisme de développement économique[15] et d’aménagement du territoire[16],
- Organisme d’Assainissement Agréé[17] pour la collecte et le traitement des eaux usées et pour la gestion des ouvrages de démergement.